# Nació lakota
La nació lakota ("amics" o "aliats", de vegades també escrit "lakhota" i pronunciat [laˈkˣóta] en llengua lakota) és una tribu originària d'Amèrica, també coneguda amb el nom de sioux. Els lakota són part del grup de set tribus que parlen tres dialectes diferents, les altres dues són la Nació Dakota i els nakota. Els lakota són els de la part més occidental, de manera que ocupen terres a Dakota del Nord i del Sud. Els nakota, els menys nombrosos, resideixen a la Reserva índia Yankton a Dakota del Sud, mentre que els dakota viuen principalment a Minnesota i Nebraska. Actualment el nom lakota es refereix a l'ètnia sioux, kiowa, apatxe, dakota, cherokee.
El 3 de setembre de 1855 a Nebraska, 700 soldats dirigits pel general americà William S. Harney van cometre la Batalla d'Ash Hollow atacant un poblat sioux i matant entre 86 i 100 persones, incloent-hi dones, homes i nens. Set anys més tard, el 5 de novembre de 1862 també a Minnesota, més de 300 sioux santee varen ser considerats culpables de violació i assassinat de 7 colons i van ser penjats.

## Història

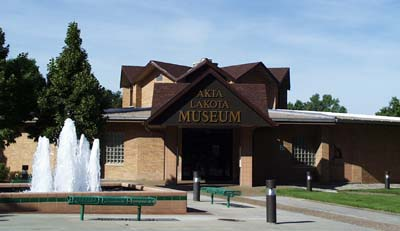
Museu Akta lakota a Chamberlain (Dakota del Sud)

Els lakota estan emparentats amb els dakota i els nakota de Minnesota. Després d'adoptar el cavall en les seves caceres a les primeries del segle xviii. Els lakota van formar part de la Cultura de les grans planúries americanes juntament amb els aliats, Els tsitsistas (xeiene del nord, que vivien en les grans planúries del nord. La seva societat se centrava en la cacera de búfals amb el cavall. Hi havia 20.000 lakota a mitjans del segle xviii. El nombre ha augmentat ara a aproximadament 70.000, del qual aproximadament 20.500 parlen la llengua lakota.
Després de 1720 la branca lakota dels Set Focs de Consell es partia en dos elements, el saone que passava a la frontera de Minnesota, Dakota Nord, Dakota del Sud, i l'Oglala-Sicangu que ocupaven la vall del riu James. Aproximadament el 1750 els saone havien traspassat la riba oriental del Missouri, seguits 10 anys més tard pels Oglala lakota i brulé (siangu).
Els poderosos pobles arikara, mandans i hidatsa havien impedit als lakota creuar el Missouri durant molt de temps, però quan la verola i altres malalties quasi van destruir aquestes tribus, el camí va restar obert i els lakota van creuar el Missouri per les prades d'herba dels Altiplans. Aquests saone, cada vegada més segur i forts, es van estendre de pressa. El 1765, un grup de saone encapçalats pel cap Os dret descobreixen les Black Hills (que van anomenar 'Paha Sapa'). Just una dècada més tard el 1775, l'Oglala i Brulé també van travessar el riu, després de la gran epidèmia de verola de 1772-1780, que va destruir tres quartes parts de la població de la Vall de Missouri. El 1776, derrotaven els xeiene els quals havien derrotat prèviament els kiowa, guanyant d'aquesta manera el control d'aquesta terra que es convertia en el centre de l'univers lakota. Les preses de contacte inicials entre el lakota i els Estats Units, durant l'expedició de Lewis i Clark de 1804/06 van quedar en un punt mort, ja que els lakota es van negar a permetre que els exploradors continuessin riu amunt contraatacant amb 'una expedició de lluita. Finalment, el Tractat de Fort Laramie (1851) reconeixia la sobirania nadiua sobre les Grans Planúries a canvi d'un franc passatge al llarg de la Pista d'Oregon, "mentre el riu flueixi i l'àguila voli". El 3 de setembre de 1855, 700 soldats sota el comandament del general americà William S. Harney venjaven la massacre Grattan atacant un poble lakota a Nebraska, matant 100 homes, dones, i nens. Van seguir altres guerres; i en 1862-1864, quan els refugiats de la "Guerra Dakota de 1862" a Minnesota fugien cap a l'oest amb els aliats de Montana i Dakota, estenent d'aquesta manera la guerra cap aquests territoris.
Els lakota s'havien oposat a crear mines als Turons Negres [Paha Sapa], ja que són sagrats, des de principis del segle xix. El 1868, el govern dels EUA signava el tractat de Fort Laramie, eximint els Turons Negres de tot assentament blanc per sempre. 'Per sempre' durat només quatre anys, ja que al descobrir-s'hi or, una afluència de prospectors va caure sobre l'àrea, en boan part instigada per comandants de l'exèrcit com el lloctinent Colonel George Armstrong Custer, ocasionant la Guerra de Turons Negres de 1876-77. Com a mitjà per a destruir els indis el general Philip Sheridan va instar la caça i massacre del búfal.
Els lakota amb els seus aliats, els arapahos i els xeienes del nord, derrotaven l'exèrcit del general George Crook a la Batalla del Rosebud i una setmana més tard derrotava el setè de cavalleria dels EUA el 1876 a la batalla de Greasy Grass o batalla de Little Bighorn, matant 258 soldats i provocant víctimes de més d'un 50% al regiment. Malgrat això, els Teton van ser derrotats en una sèrie de subsegüents batalles per un exèrcit dels Estats Units reforçat, i eren conduïts altra vegada a reserves, prohibint-los la cacera del búfal i forçant-los a acceptar distribució alimentària governamental, que només arribava afectes als EUA.

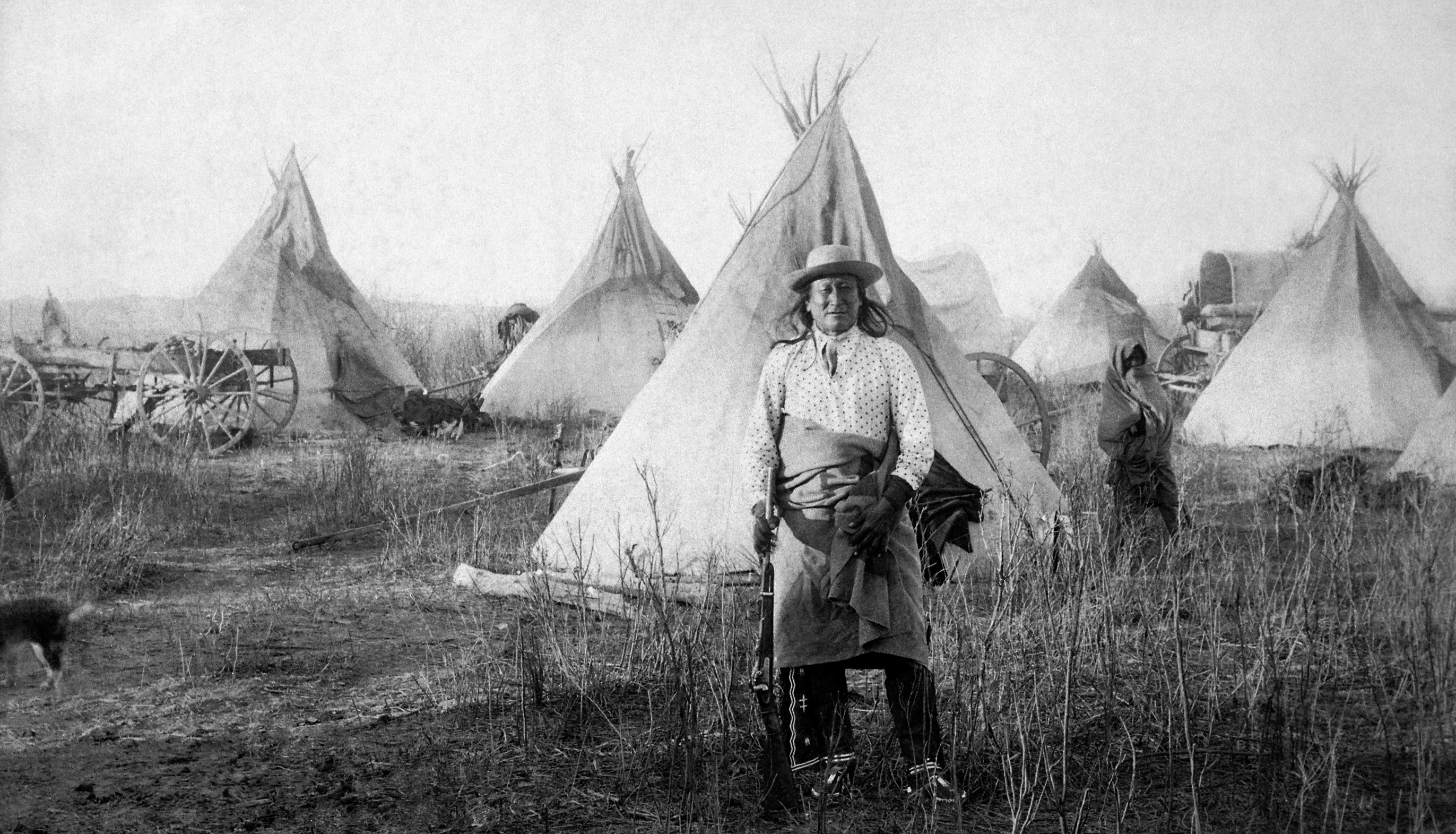
17 de gener, 1891: Camp de la tribu Oglala de lakota a Pine Ridge (Dakota del Sud), tres setmanes després de la Massacre de Wounded Knee, on 153 sioux lakota, 150 altres indis i 25 soldats del USA van morir.

Els Lakota van ser obligats a signar un tractat el 1877 cedint els Turons Negres als Estats Units, però continuava una guerra de baixa intensitat, culminant, catorze anys més tard, en l'assassinat de Brau Actual (15 de desembre, de 1890) en Roca de Durada i la Massacre de Ferit Genoll (29 de desembre, de 1890) en Pine Ridge.
Avui dia els lakota es troben principalment a les cinc reserves del Dakota del Sud: Reserva índia de Rosebud (on viuen els Alt Sičangu o Brulé), Reserva índia de Pine Ridge (on viuen els Oglala), Reserva Índia de Lower Brule (on viuen els Baix Sičangu), reserva Cheyenne River (on viuen altres de les set tribus lakota, incloent-hi els sihasapa i els hunkpapa), i Reserva Índia de Standing Rock, on viuen lakota de diferents tribus. També hi ha lakota al nord en la Reserva de Fort Berthold a Dakota del Nord, i a algunes petites reserves a Saskatchewan i Manitoba, on els avantpassats van emigrar a "la Terra de l'âvia" (Canadà) durant la guerra de Minnesota o Black Hills.
Gran nombre de lakota viuen també a Rapid City i altres ciutats de Black Hills, i a Metro Denver. Els ancians lakota es van unir a l'Organització de Nacions i Pobles No Representats (UNPO) cercant protecció i reconeixement de la seva cultura, terra i drets.

## Govern
Legalment i per tractat és una "nació" semiautònoma amb els Estats Units, el lakota Sioux estan representats per oficials elegits que comprenen molts governs tribals locals independents escampats en diferents reserves i comunitats a Dakotas, Minnesota, Nebraska, i també a Manitoba i Saskatchewan del sud al Canadà. El President actual de l'Oglala Sioux, la tribu majoritària dels lakota, és John Yellowbird Steele. Elegit el 2007

## Moviment d'independència
A començaments de 1974, alguns activistes lakota comencen a prendre passes per aconseguir la independència dels Estats Units. Aquestes passes han inclòs la redacció de la seva pròpia "Declaració d'independència" i l'ús de les lleis internacionals i constitucionals per consolidar el seu estatus legal.
El 20 de desembre del 2007 un grup d'activistes lakota van informar el govern dels Estats Units que el poble lakota rescindia unilateralment els tractats firmats amb el govern federal dels EUA. Els activistes tenen previst l'expedició dels propis passaports i permisos de conducció. Encara no és clara si la declaració dels activistes representa el punt de vista del govern de la Nació Sioux ni la resposta del govern federal dels EUA.
Els arguments dels activistes són molt amplis i diferents, però enfoquen sobre els tractats fets amb els EUA en el passat i els efectes negatius que han tingut per al seu poble. A més, atribueixen l'elevat índex de suïcidi adolescent i la baixa expectativa de vida a les condicions a què han estat forçats a viure pels Estats Units.